# 雜務特勤組
《雜務特勤組》 為於2013年播映的台灣微電影，為壹綜合第三部微電影。由Weather Girls的Dara、NueNue、Yumi、Esse、Hijon和Mini主演。

## 播出時間

### 首播
| 頻道   | 所在地 | 播映日期   | 播出時間 |
| ------ | ------ | ---------- | -------- |
| 壹電影 | 臺灣   | 2017-06-18 | 22:00    |

## 演員列表

### 主要演員
| 演員           | 角色          | 介紹 |
| Dara(卓昔潔)   | 葉可欣        | |
| NueNue(趙靜儀) | 林寶莉        | 雜務特勤組的老大。                                                                                                |
| Esse(劉慧英)   | Kitty(林小靜) | 組裡最單純的女生，認為自己是「外星人」。                                                                          |
| Yumi(林采薇)         | 曾玫瑰        | 爸爸是日本黑道老大。受夠保鑣全天的監控行動，為了得到自由，選擇躲進電視台。小時候曾拿棒棒糖打人。                  |
| Hijon(汪沛㼆)  | OTA(張子亞)   | 電腦駭客。喜歡吃零食，很討厭男人。沒有家，所以把寶莉姐當成自己的家人，把「雜務特勤組」辦公室當成自己家。          |
| Mini(林怡慧)   | Fix(杜佩芬)   | 爸爸是X研究所所長、媽媽是Y院院長、哥哥是Z大校長。擁有三個博士學位：哲學、心理學跟犯罪學，說話很深奧，但缺乏自信。 |

### 其他演員
| 演員           | 角色       | 介紹                                                               |
| 王盟元         | 陳強       | WGTV公司的警衛。                                                   |
| 花太郎(簡建安) | 呂麥可     |                                                                    |
| 馬念先         | 王大衛     | WGTV公司副總裁，因新任總裁跳樓事件，暫時變成代理總裁。             |
| 郭人豪         | 李幸仁     |                                                                    |
| 呂欣晏         | 康凱莉     |                                                                    |
| 吳以琳         | 布蘭妮     |                                                                    |
| Mia(莊心怡)    | 珍妮花     |                                                                    |
| 噓噓           | 賈威       |                                                                    |
| 禹晴           | 李佛亞     |                                                                    |
| 何瑞康         | 賴文西     |                                                                    |
| 陳彥達         | 程光標     |                                                                    |
| 班傑           | 假呂麥可   |                                                                    |
| 鄒承恩         | 鄒警官     | 特勤刑事幹員。和「雜務特勤組」協力調查，製作人程忠墜樓的意外事件。 |
| 張孟豪         | 陳哥       |                                                                    |
| 蔡越昀         | 關東煮老闆 |                                                                    |
| 徐麗雲         | 掃地阿婆   | 謎之角色。出現在電梯裡，指引他人方向到達「B57」雜務特勤組辦公室。  |
| 秦子宸         | 光頭黑衣人 |                                                                    |
| 蔡曜宇         | 小提琴手   |                                                                    |
| 趙柏翰         | 小阿仁     |                                                                    |
| 彭若儀         | 小小葉     |                                                                    |

### 客串演出
| 演員   | 角色 | 介紹                                                                                                 |
| 樊光耀 | 程忠 | WGTV公司新任總裁，不明原因跳樓。                                                                     |
| 陳慕義 | 龍哥 | WGTV公司電視台財務長。好色。                                                                         |
| 楊琪   | 戴菲 | |
| 錢帥君 | 林娜 | 程忠的特別助理。跟程忠有曖昧關係，受「雜務特勤組」的威脅下，說出了實情有六個電視台高層曾經威脅過他。 |
| 夏嘉璐 | 主播 | |

## 電視劇歌曲
| 曲別 | 歌名 | 演唱者 | 作詞 | 作曲 |

## 製作團隊
- 導　演：奚岳隆、林德侯
- 編　劇：劉書樺、黃美月、江旻荏
- 統　籌：蔡子琪
- 製　片：蔡勝哲
- 攝　影：黃柏雄
- 製作公司：八厘米國際電影娛樂股份有限公司

### 工作人員
- 燈光師：胡毓浩
- 美術指導：李宛寰
- 造型指導：李若男
- 錄音師：蔡篤易
- 剪接師：林姿嫻、陸志灝
- 副　導：詹秉錞
- 助　導：黎青嵐
- 場　記：曾馨儀
- 執行製片：劉旻泓
- 製片助理：邱羿、余書玫、李培熙
- 攝影大助：許育綸
- 攝影二助：鄧翰陽
- 燈光助理：梁義洋、林耿立
- 錄音助理：邱昇元
- 美術執行：吳俊佑
- 美術助理：陳劭愷、劉蕙屏、潘昱伶
- 場　務：陳威誠、何政達
- 場務助理：劉皓、許志安、蔡育酑
- 化妝師：謝淑君
- 造型助理：李亭儀、楊怡君、林于巧
- 服裝管理：何佩庭
- 選　角：翁玉萍、李秀巒
- 武術協力：徐銘杰
- 劇　照：陳昭旨
- 幕後花絮拍攝：邱聰榮

### 後期製作
- 特效總監：傅聖鈞
- 3D特效：葉瑩風、陳家錡、涂元森
- 視覺特效：周俊亨、林敬凡、黃佑仁
- 視覺包裝：姚國峰、舒夷華
- 錄音製作：嘉莉錄音室

### 協力廠商
- 攝影器材提供：Image Flare Films 光暈映像影視製作
- 燈光器材提供：諦觀文化事業有限公司
- 場務器材提供：永祥影視有限公司
- 車輛租賃：永祥影視有限公司
- 錄音器材：猴子電男孩影藝有限公司

## 外部連結
- C-POP TV官網 （页面存档备份，存于）